# Maximiliano Olivera
Maximiliano Martín „Maxi” Olivera de Andrea (ur. 5 marca 1992 w Montevideo) – urugwajski piłkarz pochodzenia hiszpańskiego występujący na pozycji lewego obrońcy, od 2023 roku zawodnik Peñarolu.